# Curreya conorum
Curreya conorum är en svampart som först beskrevs av Karl Wilhelm Gottlieb Leopold Fuckel, och fick sitt nu gällande namn av Pier Andrea Saccardo 1883. Curreya conorum ingår i släktet Curreya och familjen Cucurbitariaceae.   Inga underarter finns listade i Catalogue of Life.